# IC 885
IC 885 је елиптична галаксија у сазвјежђу Береникина коса која се налази на листи објеката дубоког неба у Индекс каталогу.
Деклинација објекта је + 21° 19' 0" а ректасцензија 13h 22m 31,0s. Привидна величина (магнитуда) објекта IC 885 износи 13,8 а фотографска магнитуда 14,8. IC 885 је још познат и под ознакама MCG 4-32-8, CGCG 131-5, PGC 46722.